# F*
F*(F 스타/F star로 발음)는 ML의 영향을 받은 함수형 프로그래밍 언어이다. 프로그램 검증을 목표로 하는 언어이다. 형 체계로는 의존형, 모나딕(monadic)형, 작용형, 정제형(refinement type)이 있다. F*로 작성된 프로그램들은 실행을 위해 OCaml, F 샤프, C로 변환이 가능하다. 이전 버전의 F*는 자바스크립트로의 변환도 지원했다.